# Nelly Garnier
 (mars 2025).
Motif : HC WP:NPP
- Archive Wikiwix
- Bing
- Cairn
- DuckDuckGo
- E. Universalis
- Gallica
- Google
- G. Books
- G. News
- G. Scholar
- Persée
- Qwant
- (zh) Baidu
- (ru) Yandex
- (wd) trouver des œuvres sur Wikidata

| 1. | Préciser le motif de la pose du bandeau. | Précisez le motif de la pose du bandeau en utilisant la syntaxe suivante : {{admissibilité à vérifier\|date=août 2025\|motif=remplacez ce texte par le motif}}                     |
| 2. | Informer les utilisateurs concernés.     | Pensez à avertir le créateur de l'article, par exemple, en insérant le code ci-dessous sur sa page de discussion : {{subst:avertissement admissibilité à vérifier\|Nelly Garnier}} |

Nelly Garnier est une femme politique française née le 8 janvier 1985 à Grande-Synthe (Nord).  
Élue conseillère de Paris dans le onzième arrondissement après avoir dirigé la campagne de Rachida Dati, elle est élue conseillère régionale d'Ile-de-France lors des élections régionales de 2021. Elle est par ailleurs vice-présidente des Républicains de 2023 à 2025.

## Biographie
Nelly Garnier est la fille de deux enseignants-chercheurs. Après avoir été diplômée de La Sorbonne et de Sciences-Po, elle est collaboratrice dans plusieurs cabinets ministériels. En 2014, elle entre comme consultante chez Havas. Elle est aussi chercheuse associée à la Fondation pour l'innovation politique.
En 2019, elle est choisie par Bernard Accoyer pour diriger les « ateliers de refondation » de LR.  
Aux Élections municipales de 2020 à Paris, elle est la directrice de campagne de Rachida Dati,
Aux Élections régionales de 2021 en Île-de-France, Garnier est deuxième de la section électorale de Paris sur la liste de Valérie Pécresse. Elle est élue conseillère régionale. 
Sa candidature comme tête de liste LR aux Élections européennes de 2024 en France est évoquée au sein du parti, avant que François-Xavier Bellamy ne soit finalement nommé. Elle essaie ensuite d'être nommée en seconde position de la liste.  
En février 2025, Garnier est attaquée en justice par Anne Hidalgo après qu'elle l'ait accusée d'avoir une responsabilité indirecte dans la mort d'Elias, un jeune homme poignardé lors du vol de son portable,.

## Positionnement politique
Nelly Garnier se revendique féministe, même si cette thématique n'est pas un sujet central dans son parti. Elle déplore cela, estimant que la droite et le féminisme ne sont pas voués à être contradictoires,,. Elle affirme que le monde politique ne s'est pas assez adapté à #MeToo,. 
Elle considère que les réseaux sociaux, même s'ils doivent être régulés, sont un outil essentiel et stimulant pour le débat démocratique,.

## Ouvrages
- La démocratie du like, Paris, Bouquins, 2022, 201 p., 978-2382920343.